# Санкт-Эгиден-ам-Штайнфельд
Санкт-Эгиден-ам-Штайнфельд (нем. Sankt Egyden am Steinfeld) — коммуна (нем. Gemeinde) в Австрии, в федеральной земле Нижняя Австрия. 
Входит в состав округа Нойнкирхен.  Население составляет 1828 человек (на 31 декабря 2005 года). Занимает площадь 26,15 км². Официальный код  —  31831.

## Политическая ситуация
Бургомистр коммуны — Йохан Вальнер (АНП) по результатам выборов 2005 года.
Совет представителей коммуны (нем. Gemeinderat) состоит из 19 мест.
- АНП занимает 11 мест.
- СДПА занимает 5 мест.
- Партия BF занимает 3 места.